# 張秀春
張秀春（英語：Emily Hsiu-Ching Chang，1980年8月11日—），是美國記者、執行製作人和作家。她是彭博科技主播和彭博Studio 1.0的執行製作人。張秀春的知名著作是《男子烏托邦：打破矽谷男孩俱樂部》。

## 早期生活
張秀春出生於夏威夷州凱盧阿，其父親是台灣高雄人。她在普納荷學校完成了學業。2002年，她以優等生成績畢業於哈佛大學，並進入了社會學的學習領域。

## 個人生活
2010年，張秀春與喬納森·德威斯·斯圖爾結婚。他們育有四個孩子。

## 外部連結
- 張秀春的X（前Twitter） （英文）